# Diplocampta exilis
Diplocampta exilis är en tvåvingeart som beskrevs av Hall 1976. Diplocampta exilis ingår i släktet Diplocampta och familjen svävflugor. Inga underarter finns listade i Catalogue of Life.